# As-Sajjid Muhammad Kindil
As-Sajjid Muhammad Kindil (arab. السيد محمد قنديل; ur. 1917 w Kairze, zm. 28 stycznia 2000) – egipski zapaśnik walczący przeważnie w stylu klasycznym. Olimpijczyk z Londynu 1948, gdzie zajął szóste miejsce w wadze piórkowej do 62 kg.
Brązowy medalista mistrzostw świata w 1950. Piąty w mistrzostwach Europy w 1947. Srebrny medalista igrzysk śródziemnomorskich w 1951 roku.